# 십주
10주(十住,
영어: ten abidings,
ten abodes)는 다음의 분류, 그룹 또는 체계의 한 요소이다.
- 10지(十地)의 다른 이름이다.[1]

- 대승불교에서 널리 받아들여지고 있는, 《보살영락본업경》에서 설하고 있는 보살 수행계위인 10신 · 10주 · 10행 · 10회향 · 10지 · 등각 · 묘각의 52위 가운데 10주를 말한다.
- 대승불교의 경전인 《화엄경》에서 설하고 있는 보살 수행계위인 10주 · 10행 · 10회향 · 10지 · 불지(佛地)의 41위 가운데 10주를 말한다.
- 대승불교의 화엄종의 법장이 《화엄경탐현기》에서 세운 보살 수행계위인 10신 · 10해(十解) · 10행 · 10회향 · 10지 · 불지의 51위 가운데 10해를 말한다.
- 대승불교의 경전인 《인왕경》에서 설하고 있는 보살 수행계위인 10신 · 10주 · 10행 · 10회향 · 10지 · 묘각의 51위 가운데 10주를 말한다.
- 대승불교의 경전인 《수능엄경》에서 설하고 있는 보살 수행계위인 간혜지(乾慧地) · 10신 · 10주 · 10행 · 10회향 · 4가행(四加行) · 10지 · 등각 · 묘각의 57위 가운데 10주를 말한다.
- 《월인석보》 제2권에서 설하고 있는 보살 수행계위인 간혜지(乾慧地) · 10신 · 10주 · 10행 · 10회향 · 4가행(四加行) · 10지 · 등각 · 금강혜(金剛慧) · 묘각의 58위 가운데 10주를 말한다.[6]
- 대승불교의 법상종의 규기가 세운 보살 수행계위인 10주 · 10행 · 10회향 · 10지 · 묘각의 41위 가운데 10주를 말한다.
- 대승불교의 법상종의 원측이 세운 보살 수행계위인 10신 · 10주 · 10행 · 10회향 · 10지 · 등각 · 묘각의 52위 가운데 10주를 말한다.

10주(十住)는 마음이 진제(眞諦) 즉 진리에 안주하는 단계라는 뜻에서 주(住)라고 한다. 10심주(十心住) · 10발취(十發趣, 영어: ten propensities) · 10법주(十法住) · 10지주(十地住) 또는 10해(十解, 영어: ten understandings)라고도 한다.
52위 가운데 10신(十信)과 10주(十住)는 스스로를 진리에 안착하게 하는 자리행(自利行)이다. 이에 비해 10행(十行)은 다른 유정들로 하여금 진리에 안착하게 돕는 이타행(利他行)이다. 즉, 먼저 스스로 진리에 안착한 후 다시 다른 유정들이 진리에 안착하도록 돕는 것이 10행까지의 흐름이다.
대승불교에서 널리 채택하고 있는 《보살영락본업경》의 52위의 보살 수행계위에 따르면 10주의 순서와 명칭은 다음과 같다.
1. 발심주(發心住) · 초발심주(初發心住) 또는 초주(初住)
2. 치지주(治地住)
3. 수행주(修行住)
4. 생귀주(生貴住)
5. 방편구족주(方便具足住)
6. 정심주(正心住)
7. 불퇴주(不退住)
8. 동진주(童眞住)
9. 법왕자주(法王子住)
10. 관정주(灌頂住)

## 10주(十住)

### (4) 생귀주(生貴住)
천한 자가 귀한 자가 됨. 수행의 공능을 말함.

### (5) 방편구족주(方便具足住)
십주차원에서 십바라밀을 하는 것

### (8) 동진주(童眞住)
아이와 같이 천진무구함.

### (9) 법왕자주(法王子住)
교화에 자유자재함.

## 참고 문헌
- 고려대장경연구소. 《고려대장경 전자 불교용어사전》. 고려대장경 지식베이스 / (사)장경도량 고려대장경연구소. |title=에 외부 링크가 있음 (도움말)
- 곽철환 (2003). 《시공 불교사전》. 시공사 / 네이버 지식백과. |title=에 외부 링크가 있음 (도움말)
- 법장 술, 노혜남 번역 (K.1513, T.1733). 《화엄경탐현기》. 한글대장경 검색시스템 - 전자불전연구소 / 동국역경원. K.1513(47-458), T.1733(35-107). |title=에 외부 링크가 있음 (도움말)
- 운허.  동국역경원 편집, 편집. 《불교 사전》. |title=에 외부 링크가 있음 (도움말)
- 축불념 한역, 노혜능 번역 (K.530, T.1485). 《보살영락본업경》. 한글대장경 검색시스템 - 전자불전연구소 / 동국역경원. K.530(14-374), T.1485(24-1010). |title=에 외부 링크가 있음 (도움말)
- 행담 (2008). 《『화엄경』「十地品」에 나타난 修行次第에 관하여》. 지도교수 해주.
- (중국어) 법장 술 (T.1733). 《화엄경탐현기(華嚴經探玄記)》. 대정신수대장경. T35, No. 1733, CBETA. |title=에 외부 링크가 있음 (도움말)
- (중국어) 佛門網. 《佛學辭典(불학사전)》. |title=에 외부 링크가 있음 (도움말)
- (중국어) 星雲. 《佛光大辭典(불광대사전)》 3판. |title=에 외부 링크가 있음 (도움말)
- (중국어) 축불념 한역 (T.1485). 《보살영락본업경(菩薩瓔珞本業經)》. 대정신수대장경. T24, No. 1485, CBETA. |title=에 외부 링크가 있음 (도움말)